# Casal di Principe
Casal di Principe là một đô thị ở tỉnh Caserta trong vùng Campania của Ý, có vị trí cách khoảng 25 km về phía tây bắc của Napoli và khoảng 20 km về phía tây nam của Caserta. Tại thời điểm ngày 31 tháng 12 năm 2004, đô thị này có dân số 20.158 người và diện tích là 23.4 km².
Casal di Principe giáp các đô thị: Cancello e Arnone, Grazzanise, San Cipriano d'Aversa, San Tammaro, Santa Maria la Fossa, Villa di Briano, Villa Literno.
Người nổi tiếng từ Casal de Principe:
- Roberto Saviano (nhà văn; Gomorra)
- Francesco Schiavone "Sandokan" (Camorrista)